# Марно (Храстник)
Марно (словен. Marno) — поселення в общині Храстник, Засавський регіон, Словенія. Висота над рівнем моря: 433 м.